# فيلي يورك
فيلي يورك (بالإنجليزية: Willie York)‏ هو عسكري أمريكي، ولد في 21 سبتمبر 1944 في بلزوني في الولايات المتحدة، وتوفي في 23 يناير 2019.